# Bó Sinh
Bó Sinh là một xã thuộc huyện Sông Mã, tỉnh Sơn La, Việt Nam.
Xã Bó Sinh có diện tích 69,19 km², dân số năm 2016 là 5.142 người, mật độ dân số đạt 74 người/km², gồm 5 dân tộc sinh sống: Kinh, Thái, H'Mông, Sinh mun, Kháng.